# 殺意の海辺
『殺意の海辺』（さついのうみべ、Crime on the Coast & No Flowers By Request）は1984年6月14日にゴランツ社（Victor Gollancz Ltd）から刊行されたリレー形式の連作ミステリー集(ISBN 0575034424)、及びそこに収録された連作の作品名のひとつ。日本では、1985年に早川書房のミステリマガジンに宇野利泰の日本語訳を掲載後、1986年2月に同社のハヤカワ・ミステリ文庫の一冊として刊行された。

## 収録作及び執筆者
『殺意の海辺』
"Crime on the Coast"
掲載誌 News Cronicle 1954年
第一章 見世物市　ジョン・ディクスン・カー
第二章 トンネルのなかで　ジョン・ディクスン・カー
第三章 暗闇の一撃　ヴァレリー・ホワイト(Valerie White)
第四章 フィル、爆弾を落とす　ヴァレリー・ホワイト
第五章 ヒューバート伯父、あとを追う　ローレンス・メイネル(Laurence Meynell)
第六章 イエロー・キャット・カフェでのいざこざ　ローレンス・メイネル
第七章 水車場の出来事　ジョーン・フレミング(Joan Fleming)
第八章 警部が訪問して来て……　ジョーン・フレミング
第九章 二二〇号室の女　マイクル・クローニン(Michael Cronin)
第十章 壜に入れた手紙　マイクル・クローニン
第十一章 フィル、突進す　エリザベス・フェラーズ(Elizabeth Ferrars)
第十二章 生霊(いきりょう)が海からやって来る　エリザベス・フェラーズ
『弔花はご辞退』
"No Flowers By Request"
掲載誌 Daily Sketch 1953年
第一章 ドロシイ・L・セイヤーズ(Dorothy Leigh Sayers)
第二章 ドロシイ・Ｌ・セイヤーズ
第三章 E・C・R・ロラック(E. C. R. Lorac)
第四章 E・C・R・ロラック
第五章 グラディス・ミッチェル(Gladys Maude Winifred Mitchell)
第六章 グラディス・ミッチェル
第七章 アントニー・ギルバート (Anthony Gilbert)
第八章 アントニー・ギルバート
第九章 クリスチアナ・ブランド（Christianna Brand)
第十章 クリスチアナ・ブランド
第十一章 クリスチアナ・ブランド

## 登場人物
『殺意の海辺』
フィリップ・コートニー　小説作家、フィル
ジェームズ・ウェストレーク　高慢ちきな出版業者、ジミー
ニータ・ロス　ウェストレークの会社に雇われていた
ヒューバート　ニータの伯父、金持ちらしい初老の男、顎の先にＶ字の窪みがある
マリオン  ニータの叔母、中年過ぎても美しさを失わない婦人
チャールズ  ニータの従兄弟、顎の先にＶ字の窪みがある
シド　「なつかしの幽霊水車場」の呼び込み男、山高帽の太った男
セルマ　シドの妻、扇情的なビキニ姿で夫に代わって呼び込みをおこなう
A警部　捜査担当者
B巡査部長
『弔花はご辞退』
マートン夫人　未亡人、カリングフォード家の新しいコック兼家政婦
ジュリア　マートン夫人の娘
ディッキー　ジュリアの夫
マーカス・カリングフォード　マートン夫人の雇い主、商業美術家、挿絵作家
ハラーリングの旧牧師館を借りて住む
エリナー・カリングフォード　マーカスの妻、病人
トレント　マーカスの甥、退役した元空軍将校、航空機事故で負傷
フィリッパ･ディーン　エリナーの姪、夫が最近毒物により死亡したため出戻り
セナケリプ　カリングフォード家の猫
ジョイ・バーンズロー　カリングフォード家庭師、父は獣医、グレイリングの元婚約者
カトラー　エリナー付きの看護婦
ハッチンソン夫人　通いの雑役婦
トム・グレイリング　医師

## 書誌情報
- 『ミステリマガジン』1985年3月号
  - リレー長篇一挙掲載 手に汗握るストーリー展開 遊園地の幽霊小屋から女が消えた 殺意の海辺 / 宇野利泰=訳

- 『ミステリマガジン』1985年5月号
  - リレー長篇一挙掲載 英国女流作家競演の本格推理 田舎の邸宅での毒殺事件 弔花はご辞退 / 宇野利泰=訳

| 出版年    | タイトル   | 出版社   | 文庫名等                       | 訳者     | 巻末          | ページ数 | ISBNコード      | カバーデザイン | 備考 |
| --------- | ---------- | -------- | ------------------------------ | -------- | ------------- | -------- | --------------- | -------------- | ---- |
| 1986年2月 | 殺意の海辺 | 早川書房 | ハヤカワ・ミステリ文庫HM 113-1 | 宇野利泰 | 解説 加瀬義雄 | 219      | ISBN 4150758018 | 北見隆         |      |